# إسكلونيات
الإسكلونيات (الاسم العلمي: Escalloniaceae)، فصيلة نباتات مُزهرة تتكون من حوالي من 130 نوع ضمن سبعة أجناس.